# Tocari
I Tocari furono i parlanti delle lingue tocarie, un gruppo di idiomi indoeuropei noto grazie a circa 7.600 documenti del VI e VII secolo, scoperti lungo il margine settentrionale del bacino del Tarim (nell’odierno Xinjiang, in Cina). Il nome «tocario» fu attribuito a queste lingue all’inizio del XX secolo, quando si pensò di collegare i loro parlanti ai Tókharoi (in latino Tochari), popolazione citata dalle fonti greche antiche e stanziata in Battriana dal II secolo a.C. Oggi tale identificazione è considerata in gran parte erronea, ma la denominazione «tocario» rimane la più diffusa. Il loro endonimo originale non è noto; è possibile, però, che si definissero Agni, Kuči o Krorän, oppure Agniya e Kuchiya, come suggeriscono alcuni testi in sanscrito.
Verso il 2000 a.C. sorsero comunità agricole nelle oasi settentrionali del Tarim. Alcuni studiosi hanno ipotizzato un collegamento con la cultura di Afanasievo (ca. 3500-2500 a.C.) in Siberia, a nord del Tarim, o con la BMAC dell’Asia centrale. Le più antiche mummie del Tarim risalgono al 1800 a.C., ma non è chiaro se esista un legame con i Tocari che compariranno due millenni dopo. L’ipotesi di una discendenza tra i Tocari e queste mummie è oggi in gran parte respinta, poiché non è stata rilevata alcuna connessione genetica con i popoli indoeuropei migranti (in particolare quelli associati alle culture di Afanasievo o BMAC).
Nel II secolo a.C., questi insediamenti divennero città-stato, strette fra i popoli nomadi a nord e gli imperi cinesi a est. Le città, la più grande delle quali era Kucha, fungevano anche da stazioni di sosta lungo la diramazione settentrionale della Via della seta, sui confini del deserto del Taklamakan.
Per diversi secoli, il bacino del Tarim fu governato dagli Xiongnu, dalla dinastia Han, dall’Impero tibetano e dalla dinastia Tang. Dall’VIII secolo d.C., giunsero in quest’area gli Uiguri, parlanti una lingua turcica, che fondarono il Regno di Qocho. In seguito, gli abitanti delle città del Tarim si mescolarono con gli Uiguri, la cui lingua uigura antica si diffuse nella regione. Si ritiene che le lingue tocarie si siano estinte durante il IX secolo.

## Nomi
All’inizio del XX secolo, gli archeologi recuperarono da alcune oasi del bacino del Tarim numerosi manoscritti redatti in due lingue indoeuropee tra loro strettamente affini, fino ad allora sconosciute. Comprenderne i testi fu relativamente semplice, poiché utilizzavano una variante della scrittura medio-brahmi indiana, già decifrata. Queste lingue ricevettero denominazioni simili da parte dei loro vicini geografici:
- in un testo buddhista in turco antico (uiguro), il colophon spiegava che il testo era stato tradotto dal sanscrito attraverso il toxrï tyly (Tωγry tyly), ovvero la «lingua dei Togari»;[7][9][10]
- i testi manichei in varie lingue delle regioni circostanti menzionavano invece «la terra dei Quattro Toghar» (Toγar ~ Toχar, grafato Twγr) per identificare l’area compresa «tra Kucha e Karashar fino a Qocho e Beshbalik».[9]

Fu Friedrich W. K. Müller il primo a proporre una caratterizzazione per queste nuove lingue scoperte. Müller le chiamò «tocarie» (Tocharisch in tedesco), collegando il termine toxrï (Tωγry, «Togari») con l’etnonimo Tókharoi (in greco antico: Τόχαροι), impiegato da Strabone per indicare una delle popolazioni «scite» originarie della regione «al di là del fiume Iassarte» che, nella seconda metà del II secolo a.C., invasero il regno greco-battriano (situato nell’attuale Afghanistan). Tale denominazione appare anche nelle lingue indoiraniche (in sanscrito Tushara/Tukhāra, in persiano antico tuxāri-, in khotanese ttahvāra) e ha dato origine ai nomi «Tocaristan» (generalmente riferito alla Battriana del I millennio) e alla provincia di Takhar in Afghanistan. Spesso i Tókharoi vengono identificati dai moderni studiosi con gli Yuezhi delle fonti cinesi, fondatori dell’Impero Kusana.
L’identificazione proposta da Müller è divenuta una posizione minoritaria quando si scoprì che la popolazione del Tocaristan (Battriana) parlava in realtà il battriano, una lingua iranica orientale assai diversa dalle lingue tocarie. Nonostante ciò, la denominazione «tocario» è rimasta in uso per riferirsi sia alle lingue dei manoscritti del Tarim, sia al popolo che le parlava. Alcuni studiosi ipotizzano che gli Yuezhi parlassero originariamente il tocario e fossero passati in seguito all’uso del battriano.
Il nome di Kucha in tocario B era Kuśi, con la forma aggettiva kuśiññe, che potrebbe derivare dalla radice protoindoeuropea *keuk, «splendere, bianco». La parola akeññe del tocario B potrebbe riferirsi agli abitanti di Agni, con un significato etimologico di «gente di confine». Uno dei testi in tocario A riporta ārśi-käntwā come designazione della propria lingua, per cui ārśi potrebbe significare «agneo», anche se potrebbe voler dire «monaco».
A quanto sembra, i sovrani tocari si attribuivano il titolo Ñäktemts soy (in tocario B), equivalente al Devaputra («figlio di Dio») dei Kusana.

## Lingue

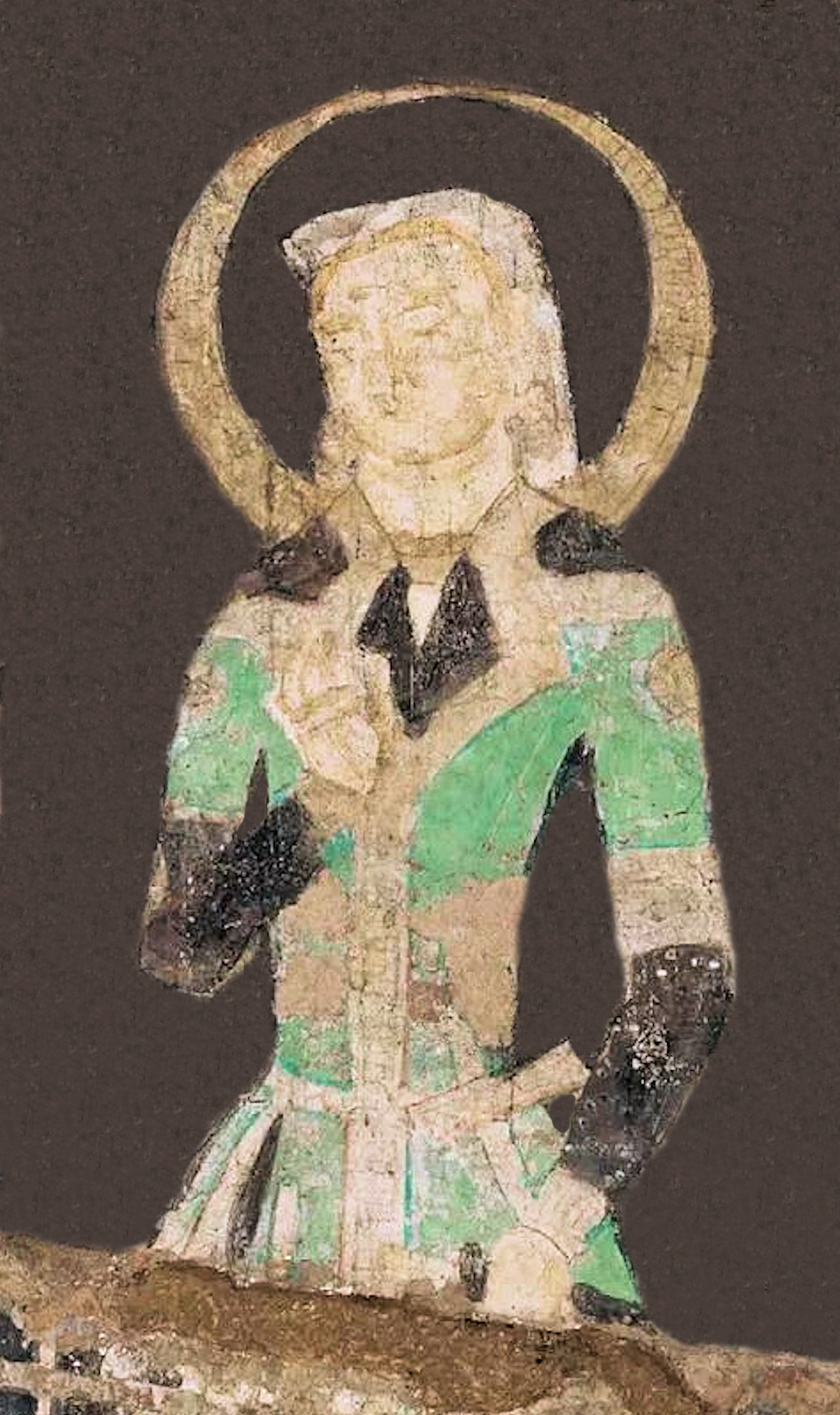
Un nobile tocario, Grotta 17 di Kizil, 500 d.C. ca.

Le lingue tocarie sono note grazie a circa 7.600 documenti risalenti, grosso modo, al periodo tra il 400 e il 1200 d.C., rinvenuti in 30 siti nel settore nord-orientale del bacino del Tarim. Tali manoscritti sono redatti in due idiomi indoeuropei distinti ma strettamente affini, convenzionalmente chiamati tocario A e tocario B. Dati di glotto-cronologia indicano che le lingue tocarie risultano più vicine alle lingue indoeuropee occidentali (come il protogermanico o il protoitalico) e, non avendo subito il processo di satemizzazione, precedono temporalmente l’evoluzione delle lingue indoeuropee orientali.
Il tocario A (detto anche agneo o tocario orientale) è attestato nelle oasi nord-orientali che i Tocari chiamavano Ārśi, in seguito Agni (cioè la cinese Yanqi, corrispondente all’odierna Karasahr), e a Turpan (inclusa Khocho o Qočo; in cinese Gaochang). Gli studiosi hanno analizzato in dettaglio circa 500 manoscritti, perlopiù provenienti da monasteri buddhisti. Molti autori ritengono che il tocario A fosse diventato, all’epoca di questi testi, soltanto una lingua letteraria e liturgica; tuttavia, non si esclude che la documentazione a nostra disposizione non rappresenti l’uso quotidiano effettivo.
Il tocario B (detto anche kuceo o tocario occidentale) è attestato non solo negli stessi siti del tocario A, ma anche in località più occidentali, tra cui Kuchi (l’odierna Kucha). Sembra che fosse ancora impiegato nella vita quotidiana al tempo della redazione dei manoscritti. Di esso si contano oltre 3.200 manoscritti studiati approfonditamente.
Le due lingue mostrano differenze significative nella fonologia, nella morfologia e nel lessico, al punto da risultare mutuamente inintelligibili, in misura paragonabile a quanto avviene tra le lingue germaniche o romanze moderne. Il tocario A si caratterizza per innovazioni nelle vocali e nella flessione nominale, mentre il tocario B presenta cambiamenti nei suoni consonantici e nella flessione verbale. Numerose discrepanze lessicali riguardano concetti buddhisti, il che lascia supporre un legame con tradizioni religiose differenti.

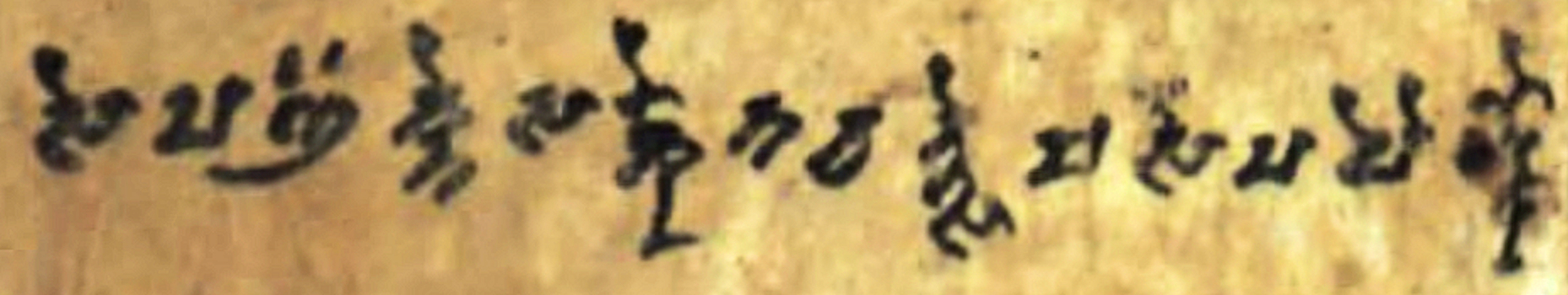
L'alfabeto tocario è molto simile all'alfabeto brahmi indiano dell'epoca kusana, differenziandosi solo per minime variazioni di calligrafia. Questa iscrizione tocaria che recita Se pañäkte saṅketavattse ṣarsa papaiykau («Questo Buddha è stato dipinto dalla mano di Sanketava») risale al 245-340 d.C. (metodo del radiocarbonio).

Le divergenze indicano che tocario A e tocario B si siano separati da un antenato comune tra i 500 e i 1.000 anni prima della documentazione più antica, vale a dire in un periodo collocabile nel I millennio a.C. Il lessico indoeuropeo conservato comprende parole relative alla pastorizia, ai bovini, alle pecore, ai maiali, ai cani, ai cavalli, ai tessuti, all’agricoltura, al grano, ai metalli preziosi (oro e argento) e ai veicoli a ruote.
Nei documenti in pracrito del III secolo, provenienti da Krorän, Andir e Niya, ai margini sud-orientali del Tarim, si trovano circa 100 prestiti lessicali e un migliaio di nomi propri che non paiono riconducibili a lingue indoarie o iraniche. Thomas Burrow ipotizzò che si trattasse di una varietà di tocario, battezzata «tocario C» o «kroranico», forse parlata almeno da una parte degli abitanti locali. Sebbene la tesi di Burrow goda di un certo consenso, le prove rimangono limitate e non del tutto risolutive; alcuni studiosi propongono spiegazioni alternative.

## Religione

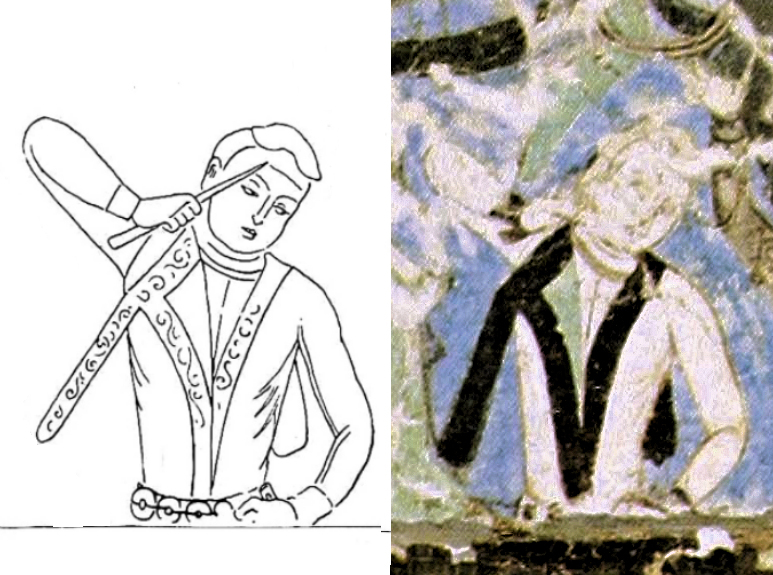
Principe tocario in lutto per la cremazione del Buddha, in un affresco della Grotta di Maya (Grotta 224 di Kizil). Si sta tagliando la fronte con un coltello, una pratica di automutilazione nota anche tra gli Sciti.

La maggior parte delle iscrizioni tocarie proviene da testi monastici buddhisti, il che suggerisce che i Tocari adottarono ampiamente il buddhismo. Le credenze pre-buddhiste di questo popolo rimangono in gran parte sconosciute; tuttavia, alcune divinità cinesi mostrano somiglianze con quelle indoeuropee ricostruite, ad esempio la dea del sole e quella dell’aurora, fatto che potrebbe indicare un’influenza delle credenze tocarie pre-buddhiste sulla religione cinese, dovuta ai contatti commerciali lungo le rotte che attraversavano i territori tocari. Nella lingua tocaria B è attestato il sostantivo swāñco, derivato dal nome della dea solare protoindoeuropea; il tocario A, invece, presenta la parola koṃ, un prestito etimologicamente riconducibile alla dea turca del sole, Gun Ana. È possibile che i Tocari venerassero anche una divinità lunare (meñ-) e una dea della terra (keṃ-).
I murali del bacino del Tarim, in particolare quelli nelle grotte di Kizil, raffigurano soprattutto Jātaka, avadāna e leggende sul Buddha, costituendo un’espressione artistica della tradizione Hīnayāna (Scuola Sarvāstivāda). Quando il monaco cinese Xuanzang visitò Kucha nel 630 d.C., ricevette i favori del re tocario Suvarnadeva, figlio e successore di Suvarnapushpa, che Xuanzang descrisse come seguace del Buddhismo Hīnayāna. Nel suo resoconto del viaggio a Kucha (屈支国), scrisse: «In questo paese ci sono circa cento conventi (saṅghārāma), con oltre cinquemila discepoli. Essi appartengono al Piccolo Veicolo della scuola dei Sarvāstivāda (zhuyiqieyoubu). La loro dottrina [gli insegnamenti dei Sūtra] e le regole di disciplina [i principi del Vinaya] sono come quelli dell’India, e coloro che li studiano utilizzano gli stessi [testi originali].»

## Possibili antenati
La via attraverso cui i parlanti di lingue indoeuropee giunsero nel bacino del Tarim non è certa. Una delle ipotesi più accreditate è che essi discendano dalla cultura di Afanasievo, attiva nell’area degli Altaj tra il 3300 e il 2500 a.C.

### Cultura di Afanasievo

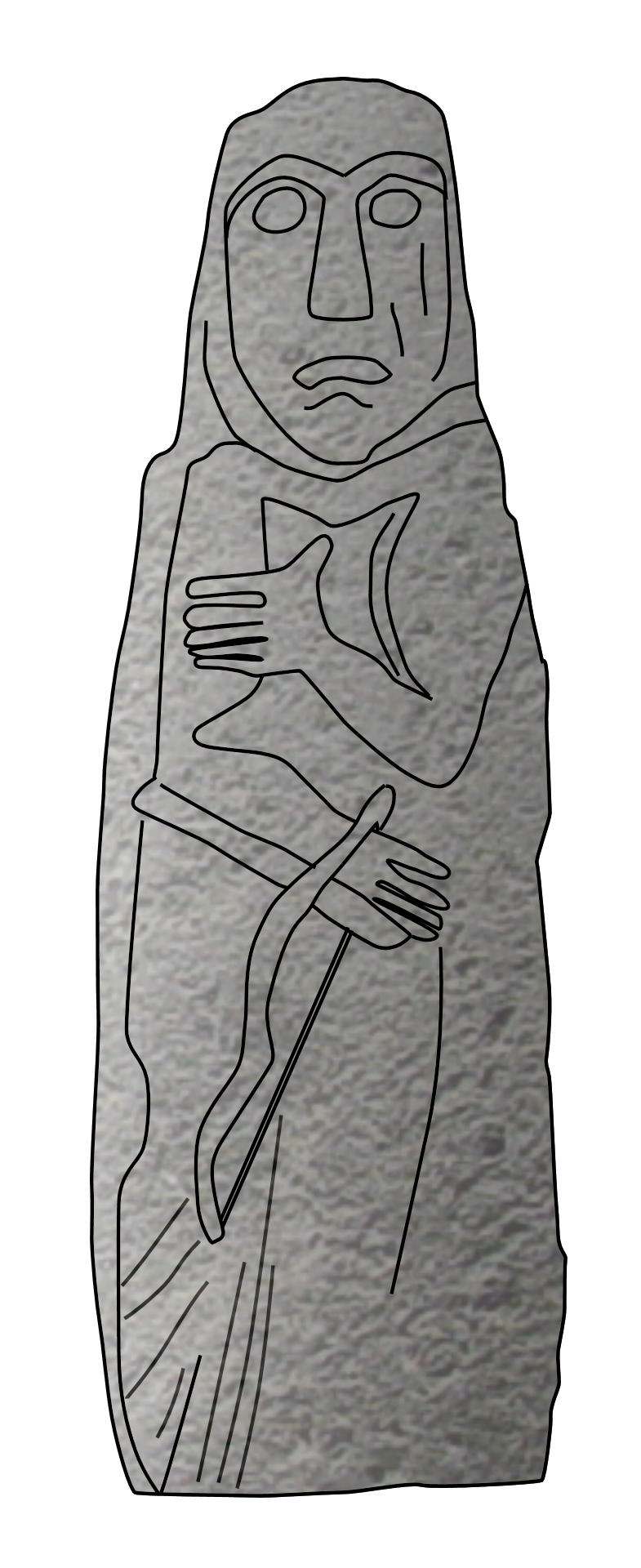
Statua čemurček, Khukh uzuuriin dugui I - 1. Distretto di Bulgan (Hovd), Mongolia

La cultura di Afanasievo è considerata un ramo orientale della cultura di Jamna, originaria della steppa pontico-caspica a nord del Caucaso. Risalente al periodo 3500-2500 a.C., essa mostra connessioni sia culturali sia genetiche con i gruppi associati agli Indoeuropei delle steppe dell’Asia centrale, ma precede la cultura di Andronovo (2000-900 a.C.) legata agli Indo-Iranici.
Secondo J. P. Mallory e Victor H. Mair, i primi stanziamenti nel bacino del Tarim potrebbero risalire a popolazioni di prototocari, scese a sud dalle aree più orientali dell’Afanasievo e stabilitesi ai margini settentrionali e orientali del Tarim. L’espansione verso est della cultura di Jamna, intorno al 3300 a.C., spiegherebbe l’isolamento delle lingue tocarie dalle innovazioni indo-iraniche, come la satemizzazione. Michaël Peyrot ritiene che alcune peculiarità tipologiche del tocario (come la fusione delle tre serie di occlusive *t, *d, *dʰ in un solo t), e lo sviluppo di un sistema di casi agglutinante, possano derivare da un prolungato contatto, in Siberia meridionale, tra i prototocari dell’Afanasievo e parlanti di una fase arcaica di protosamoiedo.
Una conferma parziale a questa ipotesi viene da uno studio di Chao Ning et al. (2019), in cui, nei sepolcri datati al 200 a.C. nel sito di Shirenzigou (all’estremità orientale della Zungaria), è stata rilevata un’ascendenza «simile ai Jamna» variabile dal 20 all’80%. Ciò suggerirebbe la migrazione di gruppi Afanasievo fino alla Zungaria, appena a nord del bacino del Tarim.

### Cultura di Čemurček
Secondo l’archeologo Alexey Kovalev, la cultura di Čemurček (2750-1900 a.C.), sviluppatasi nell’area altaica, presenterebbe numerose analogie con alcune culture dell’Europa occidentale – in particolare del sud della Francia – nello stile delle sepolture e delle statue, e potrebbe essere associata ai prototocari. Dati di glotto-cronologia indicano infatti che il prototocario migrò verso est più o meno nello stesso periodo, e la relativa lingua indoeuropea occidentale risulta vicina al protogermanico e al protoitalico. È proprio nella regione della Francia meridionale che si sono rinvenuti manufatti con caratteristiche simili a quelle della cultura di Čemurček. Ne consegue che l’ambito culturale da cui ebbero origine sia lo stile funerario e scultoreo, sia la lingua dei prototocari/Čemurček, potrebbe corrispondere alla medesima area dell’Europa occidentale.

## Il bacino del Tarim

### Insediamenti iniziali
Il deserto del Taklamakan ha una forma approssimativamente ovale, estendendosi per circa 1.000 km in lunghezza e 400 km in larghezza. È circondato su tre lati da alte catene montuose; la parte centrale è una distesa sabbiosa, avvolta da una fascia di deserto ghiaioso. L’area è completamente arida, ma nel tardo periodo primaverile lo scioglimento delle nevi dalle montagne circostanti alimenta torrenti, successivamente deviati dall’uomo per creare oasi dal clima mite, adatte a un’agricoltura intensiva. Lungo il margine settentrionale del bacino, queste oasi si formano in piccole valli prima delle ghiaie, mentre sul margine meridionale compaiono nelle conoidi alluvionali al limitare delle zone sabbiose. Alcune oasi isolate si trovano perfino sulle conoidi alluvionali della depressione di Turpan, a est del Taklamakan, anche in aree di deserto ghiaioso. A partire dal 2000 a.C., tali oasi sostennero comunità agricole dell’Età del Bronzo in progressivo sviluppo e raffinatezza.
La tecnologia irrigua necessaria per sfruttare queste aree fu inizialmente sviluppata, nel III millennio a.C., all’interno del Complesso archeologico battriano-margiano (BMAC), a ovest dei monti del Pamir. Tuttavia, non è chiaro in che modo tali conoscenze si siano propagate fino al Tarim. Anche le principali colture di base, frumento e orzo, avevano origini occidentali.

### Mummie del Tarim
Le mummie più antiche rinvenute nel bacino del Tarim – corpi conservati in modo naturale dal clima desertico – risalgono al 2000 a.C. e provengono dalla parte orientale del bacino. Sono state descritte come «caucasoidi» o «mongoloidi», ma si osservano anche individui di etnia mista. Uno studio genetico sui reperti del livello più antico del cimitero di Xiaohe ha rivelato una combinazione di lignaggi materni eurasiatici sia orientali sia occidentali, mentre i lignaggi paterni erano tutti di tipo eurasiatico occidentale. Non è noto se tali reperti siano in qualche modo collegati agli affreschi ritrovati in siti tocari, databili a oltre due millenni più tardi, in cui si scorgono figure con capelli chiari. Tuttavia, le analisi genetiche non hanno riscontrato legami diretti tra queste mummie e i Tocari.
Le mummie erano avvolte in tessuti a motivi scozzesi molto simili allo stile «tartan» della cultura di Hallstatt, in Europa centrale, tradizionalmente associata alle popolazioni celtiche; inoltre, la lana utilizzata per tali manufatti proveniva da pecore di origine europea.
Uno studio genetico di rilievo, pubblicato nel 2021, ha dimostrato che le mummie del Tarim non hanno relazioni con le popolazioni di Afanasievo, costituendo invece un gruppo genetico isolato, discendente in gran parte dai cosiddetti Antichi eurasiatici settentrionali.

### Migrazioni successive
In un secondo momento, gruppi nomadi dediti alla pastorizia si spostarono dalle steppe alle praterie a nord e nord-est del Tarim. Essi furono gli antenati dei popoli che le fonti cinesi identificano con i Wusun e gli Yuezhi. È generalmente accettato che almeno alcuni di questi gruppi parlassero lingue iraniche, anche se un numero ridotto di studiosi ritiene possibile che gli Yuezhi fossero parlanti di lingue tocare.
Nel I millennio a.C., una nuova ondata migratoria proveniente da ovest – i Saka, parlanti lingue iraniche – si insediò lungo il bordo meridionale del Tarim. A loro si deve verosimilmente l’introduzione di termini iranici nelle lingue tocarie, soprattutto in ambito commerciale e bellico. La cultura di Subeshi è considerata uno dei possibili antecedenti dell’Età del Ferro dei Tocari.

## Gli stati oasi

I principali stati oasi dell'antico bacino del Tarim

La prima attestazione scritta relativa agli insediamenti-oasi nel bacino del Tarim proviene dalle fonti storiche cinesi. Il Libro degli Han elenca 36 staterelli nella regione negli ultimi due secoli a.C. Queste oasi fungevano da stazioni di sosta lungo i percorsi carovanieri che costituivano parte della Via della seta, i quali correvano lungo i margini settentrionali e meridionali del deserto del Taklamakan.
Le oasi più importanti erano Kucha, con circa 81.000 abitanti, e Agni (Yanqi o Karashar), con 32.000 residenti. Tra i principali centri viene citato anche il Regno di Loulan (Krorän), già menzionato nel 126 a.C. Le storie cinesi non riportano evidenze di cambiamenti etnici significativi all’interno di queste città tra quel periodo e l’epoca a cui risalgono i manoscritti tocari rinvenuti nelle medesime località. Collocate ai confini settentrionali e meridionali del Tarim, queste piccole società urbane si trovavano in una posizione subordinata rispetto ai popoli nomadi del nord e agli imperi cinesi dell’est. Spesso soggette al dominio alterno di Cinesi e Xiongnu, formalmente inviavano tributi alle potenze maggiori quando necessario, ma tendevano a mantenersi indipendenti ogni qualvolta fosse possibile.

### Imperi Xiongnu e Han
Nel 177 a.C., gli Xiongnu costrinsero gli Yuezhi ad abbandonare la regione occidentale del Gansu, spingendo la maggior parte di loro verso la valle dell’Ili e successivamente in Battriana. Dopo questa vittoria, gli Xiongnu occuparono i piccoli stati del Tarim, che divennero una parte fondamentale del loro impero. La dinastia Han della Cina cercò di fiaccare la potenza degli Xiongnu sottraendo loro quest’area vitale. La campagna militare, avviata nel 108 a.C. e culminata nel 60 a.C. con la creazione del Protettorato delle Regioni Occidentali sotto il governo di Zheng Ji, comprese intrighi per assassinare governanti locali, attacchi diretti ad alcuni stati (per esempio a Kucha nel 65 a.C.) per indurre gli altri alla resa, e persino il massacro di tutti gli abitanti di Luntai (80 km a est di Kucha) quando essi tentarono di resistere.
Durante gli Han posteriori (25-220 d.C.), il bacino del Tarim tornò a essere conteso tra gli Xiongnu a nord e i Cinesi a est. Nel 74 d.C., le truppe cinesi iniziarono a prendere il controllo della regione partendo dalla conquista di Turfan. Nel I secolo d.C., Kucha oppose resistenza all’avanzata cinese alleandosi con Xiongnu e Yuezhi contro il generale Ban Chao. Perfino l’Impero Kusana di Kujula Kadphises inviò un esercito in aiuto di Kucha, ma si ritirò dopo alcuni scontri di modesta entità.
Nel 124, Kucha riconobbe formalmente la supremazia della corte imperiale cinese e, entro il 127, la Cina completò la conquista dell’intero bacino del Tarim. Questo controllo cinese della Via della Seta favorì tanto gli scambi artistici quanto la diffusione del Buddhismo dall’Asia centrale. Nella seconda metà del II secolo d.C., l’area fu visitata dal romano Maes Titianus, nonché da celebri monaci buddhisti: An Shigao, di origine partica, Lokakṣema e Zhi Qian, entrambi di etnia yuezhi, e l’indiano Chu Sho-fu (竺朔佛). La presenza cinese nel Tarim proseguì fino al definitivo ritiro delle forze Han nel 150 d.C.

#### Impero Kusana (II secolo d.C.)

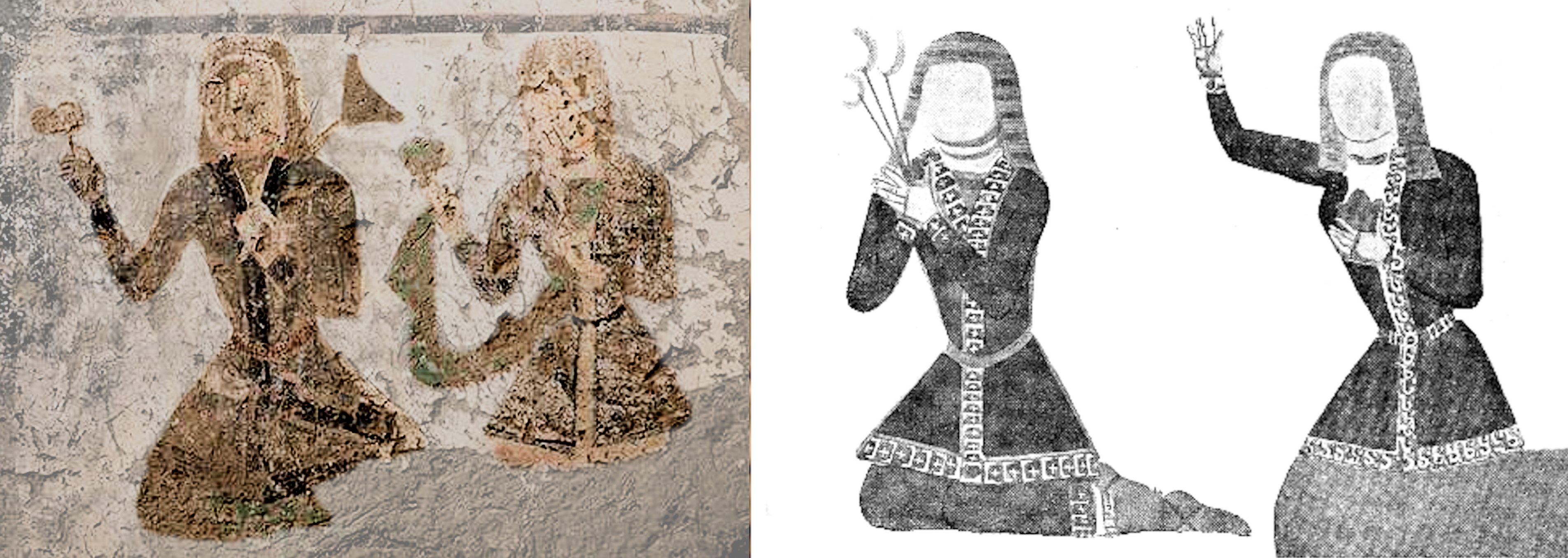
Devoti tocari inginocchiati negli affreschi della Grotta degli Ippocampi (Grotta 118 di Kizil)

Nel II secolo d.C., l’Impero Kusana si estese fino al bacino del Tarim, introducendovi il Buddhismo, l’arte di matrice kusana, il sanscrito come lingua liturgica e il pracrito come lingua amministrativa (soprattutto negli stati meridionali del Tarim). Insieme a queste lingue indiane giunsero diverse grafie, fra cui la scrittura brahmi (in seguito adattata al tocario) e la kharoshthi.
A partire dal III secolo, Kucha divenne un importante centro di studi buddhisti: monaci originari di quest’area tradussero testi sacri in cinese, tra cui il celebre Kumārajīva (344-412/5). Catturato da Lü Guang dei Liang posteriori durante una campagna contro Kucha nel 384, Kumārajīva apprese il cinese durante gli anni di prigionia nel Gansu. Nel 401 fu trasferito nella capitale dei Qin posteriori, Chang’an, dove diresse un ufficio per la traduzione dei testi fino alla morte (413).
Le grotte di Kizil, situate 65 km a ovest di Kucha, ospitano oltre 236 templi buddhisti, i cui affreschi risalgono al periodo compreso tra il III e l’VIII secolo. Molti furono rimossi e trasportati in Europa agli inizi del Novecento da Albert von Le Coq e altri archeologi occidentali, e sono attualmente conservati in vari musei, mentre altri affreschi sono rimasti in loco.
L’intensificarsi dell’aridità climatica nel IV e V secolo provocò l’abbandono di varie città meridionali (tra cui Niya e Krorän) e lo spostamento dei flussi commerciali dalla «via meridionale» a quella settentrionale. In parallelo, diverse confederazioni di tribù nomadi iniziarono a contendersi la supremazia. Verso la fine del V secolo, le oasi-stato settentrionali furono conquistate dai Rouran, che tuttavia lasciarono in carica i governanti locali. Nel frattempo, la zona di Gaochang e il Regno dei Jushi conobbero una serie di dominazioni: da prefettura cinese passarono sotto il regno dei Liang settentrionali (442), furono poi conquistati dal Khaganato Rouran (460) e infine dai Turchi Gaoju (488).

### Fioritura delle città-oasi

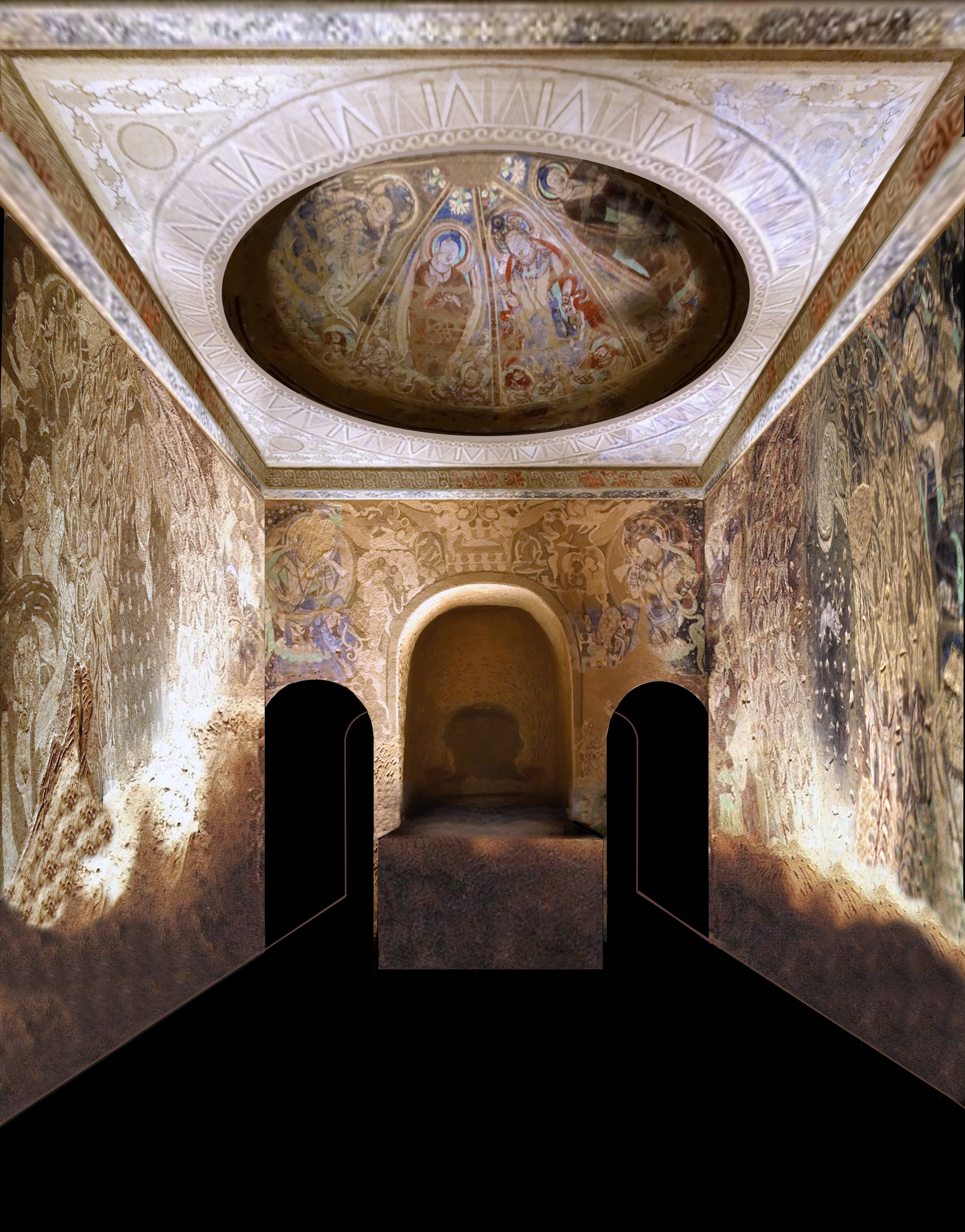
La Grotta delle colombe con gli anelli (Grotta 123 di Kizil), vicino a Kucha (430-530 d.C.)

Kucha, la più grande delle città-oasi del bacino del Tarim, fu governata da dinastie reali che talvolta agivano in autonomia e talvolta si sottomettevano come vassalle a potenze esterne. Secondo le fonti cinesi, i sovrani di Kucha erano designati con il prefisso Bai (白), che significa «bianco» e alluderebbe al colorito chiaro (o «pallido») dei suoi abitanti. L’amministrazione comprendeva circa trenta cariche nobiliari al di sotto del re; i ruoli, eccetto i più alti, erano suddivisi in coppie di «sinistra» e «destra». Strutture simili, seppur in scala ridotta, si ritrovavano anche negli altri stati-oasi.
Il Libro dei Jin descrive così la città:
(Libro dei Jin, capitolo 97)

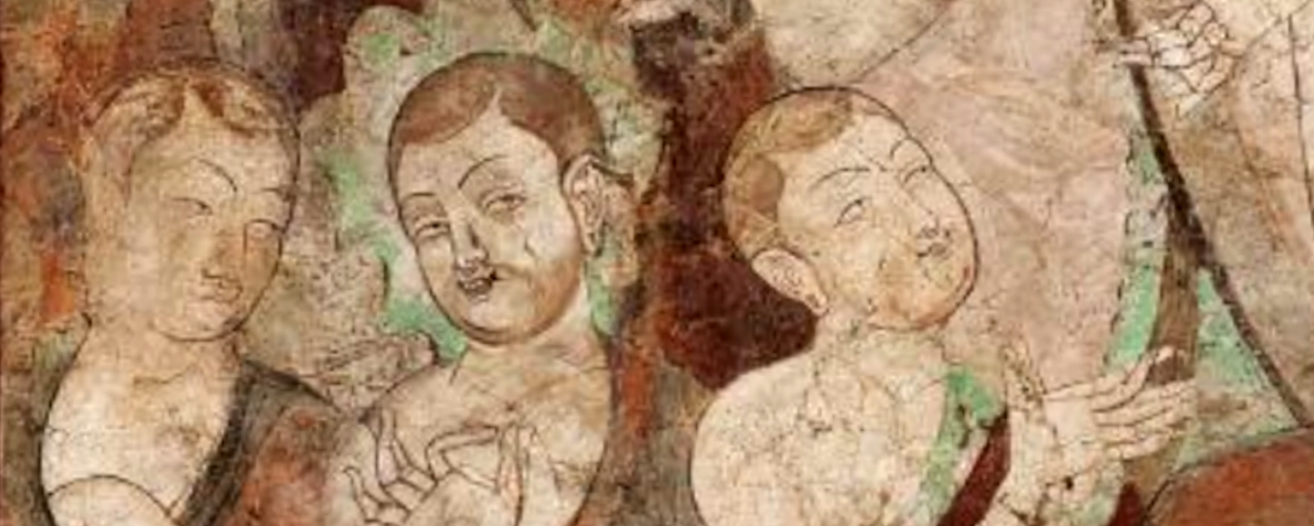
Monaci nella Grotta dei Pittori di Kizil (500 d.C. ca.)

Gli abitanti coltivavano miglio, grano, riso, legumi, canapa, uva e melograni, e allevavano cavalli, bovini, pecore e cammelli. Estraevano inoltre diversi minerali e metalli dalle montagne circostanti, e fabbricavano prodotti artigianali di pregio, tra cui pelli, feltri e tappeti.
Nelle grotte di Kizil si trovano ritratti di famiglie reali, composte dal re, dalla regina e dal giovane principe, raffigurati insieme a monaci e uomini in caftano. Lo storico dell’arte Benjamin Rowland ritiene che questi affreschi mostrino «come i Tocari avessero aspetto europeo anziché mongolo, con carnagione chiara, occhi azzurri, capelli biondi o rossicci, e i costumi dei cavalieri e delle dame rievocano suggestioni dell’epoca cavalleresca occidentale».
Tra il 516 e il 520 d.C., partirono da Kucha ambasciatori diretti alla corte dell’imperatore Yuan di Liang, nella capitale Jingzhou, negli stessi anni in cui vi giunsero anche delegati degli Eftaliti. Un ambasciatore kucheano compare anche nel dipinto Ritratti delle offerte periodiche di Liang, realizzato tra il 526 e il 539 d.C., di cui resta una copia dell’XI secolo risalente all’epoca Song.

#### Conquista degli Eftaliti (480-550 ca.)

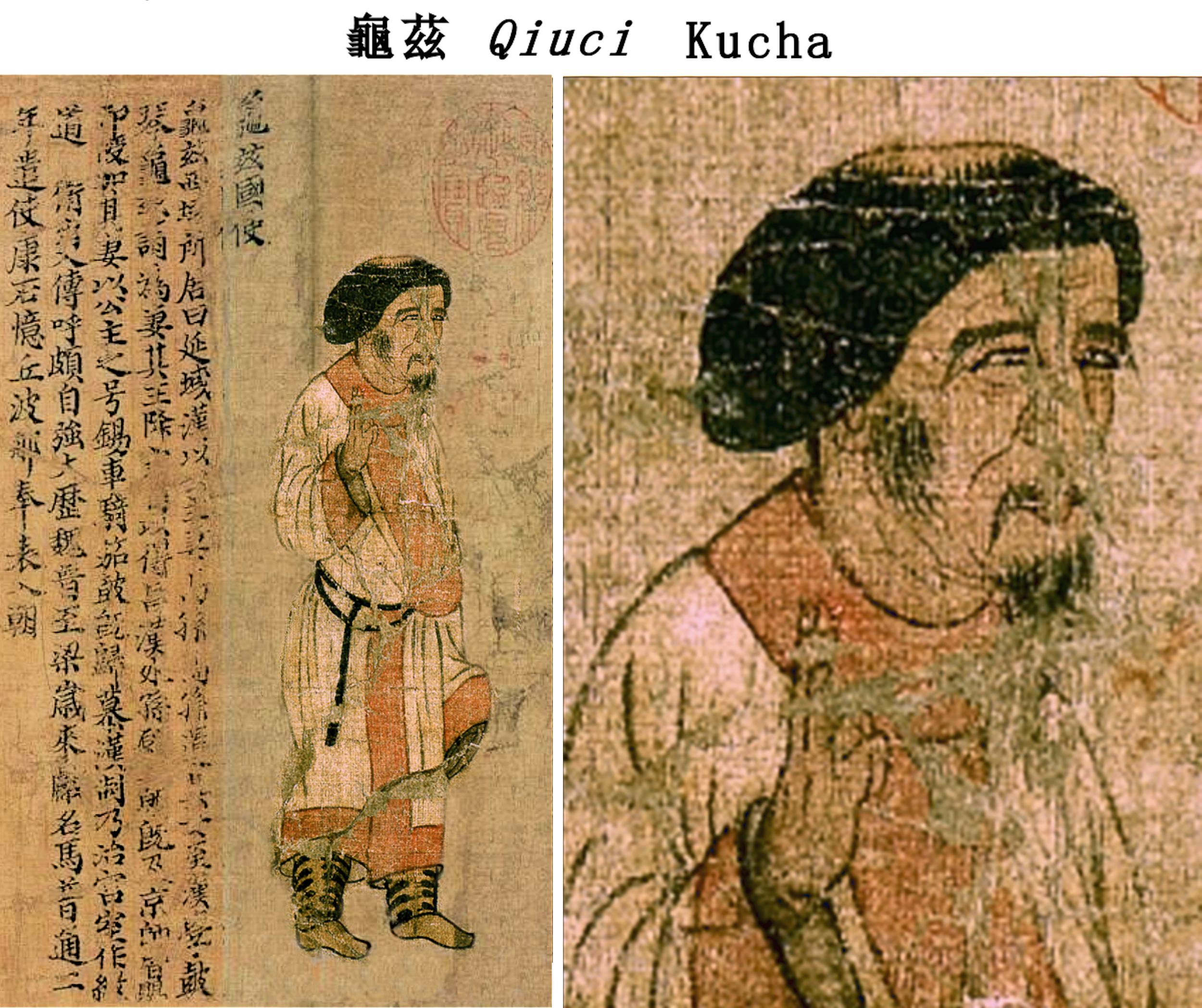
Ambasciatore di Kucha (龜茲國, Qiuci-guo), una delle principali città tocarie, in visita alla corte cinese dei Liang meridionali a Jingzhou intorno al 516-520 d.C., durante il periodo della dominazione eftalita sulla regione, con testo esplicativo. Ritratti delle offerte periodiche di Liang, copia della dinastia Song dell’XI secolo

Alla fine del V secolo d.C., gli Eftaliti, con base nel Tocaristan (Battriana), estesero il proprio dominio verso est attraversando i monti del Pamir, che – come già accaduto in precedenza con i Kusana – sono relativamente facili da valicare grazie alla presenza di altipiani tra le cime più elevate. Gli Eftaliti conquistarono il Tarim occidentale, comprese Kashgar e Khotan, sottraendole al controllo dei Rouran, che fino ad allora avevano preteso pesanti tributi dalle città-oasi, ma che si trovavano ora in declino sotto i colpi della dinastia Wei cinese.
Nel 479, gli Eftaliti occuparono l’estremità orientale del bacino del Tarim, nella regione di Turfan. Tra il 497 e il 509, spinsero le loro conquiste anche a nord di Turfan fino alla zona di Urumqi. Nei primi anni del VI secolo inviarono ambasciatori dai loro domini nel Tarim alla corte della dinastia Wei. Gli Eftaliti mantennero il controllo sul bacino del Tarim fino alla caduta del loro impero, intorno al 560 d.C.
Man mano che i territori eftaliti si espandevano in Asia centrale e nel Tarim, anche la loro arte – riconoscibile per abiti e acconciature distintive – si diffuse nei territori da loro amministrati, come la Sogdiana, Bamiyan e Kucha nel bacino del Tarim (grotte di Kizil, grotte di Kumtura, reliquiario di Subashi). In queste aree compaiono dignitari raffigurati con caftani dal colletto triangolare sul lato destro, corone a tre crescenti, corone alate e pettinature elaborate. Un’altra innovazione eftalita distintiva è il sistema di sospensione a due punti per le spade, introdotto nei territori sotto il loro controllo.
I dipinti della regione di Kucha, in particolare quelli raffiguranti guerrieri armati nelle grotte di Kizil, sono databili al periodo del dominio eftalita, circa 480-550 d.C. L’influenza dell’arte del Gandhāra in alcune delle pitture più antiche delle grotte di Kizil, risalenti al 500 circa, è considerata una conseguenza dell’unificazione politica dell’area tra Battriana e Kucha sotto l’autorità eftalita.

#### Sovranità dei Göktürk (560 d.C.)

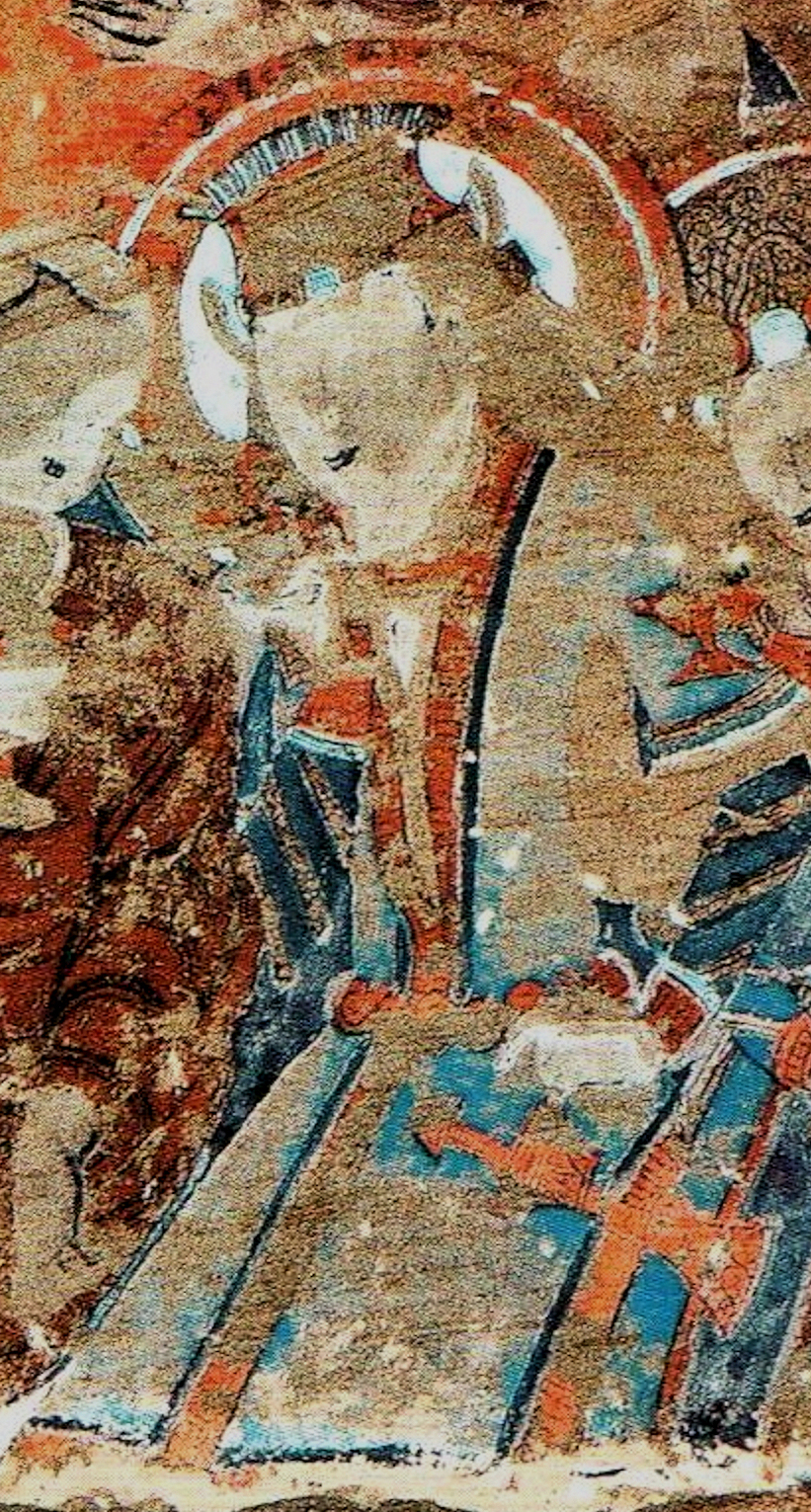
Il re Suvarnapushpa di Kucha è storicamente attestato e regnò tra il 600 e il 625 d.C. Grotta 69 di Kizil

Attorno al 560 d.C., i primi Turchi del Primo Khaganato Turco (Göktürk) presero il controllo delle regioni di Turfan e Kucha, alleandosi con l’Impero sasanide e contribuendo in modo decisivo alla caduta dell’Impero eftalita.
Nel 580 d.C., il Khaganato turco si divise in un Khaganato orientale e uno occidentale. Le famiglie reali tocarie continuarono a governare Kucha, ma in qualità di vassalli dei Turchi occidentali, ai quali fornivano tributi e contingenti militari. A questo periodo risalgono numerosi testi in lingua tocaria, che trattano una vasta gamma di argomenti: amministrativi, religiosi e quotidiani. Tra questi si annoverano anche permessi di viaggio, piccoli frammenti di legno di pioppo che indicavano le dimensioni consentite delle carovane per le autorità del posto successivo lungo il tragitto.

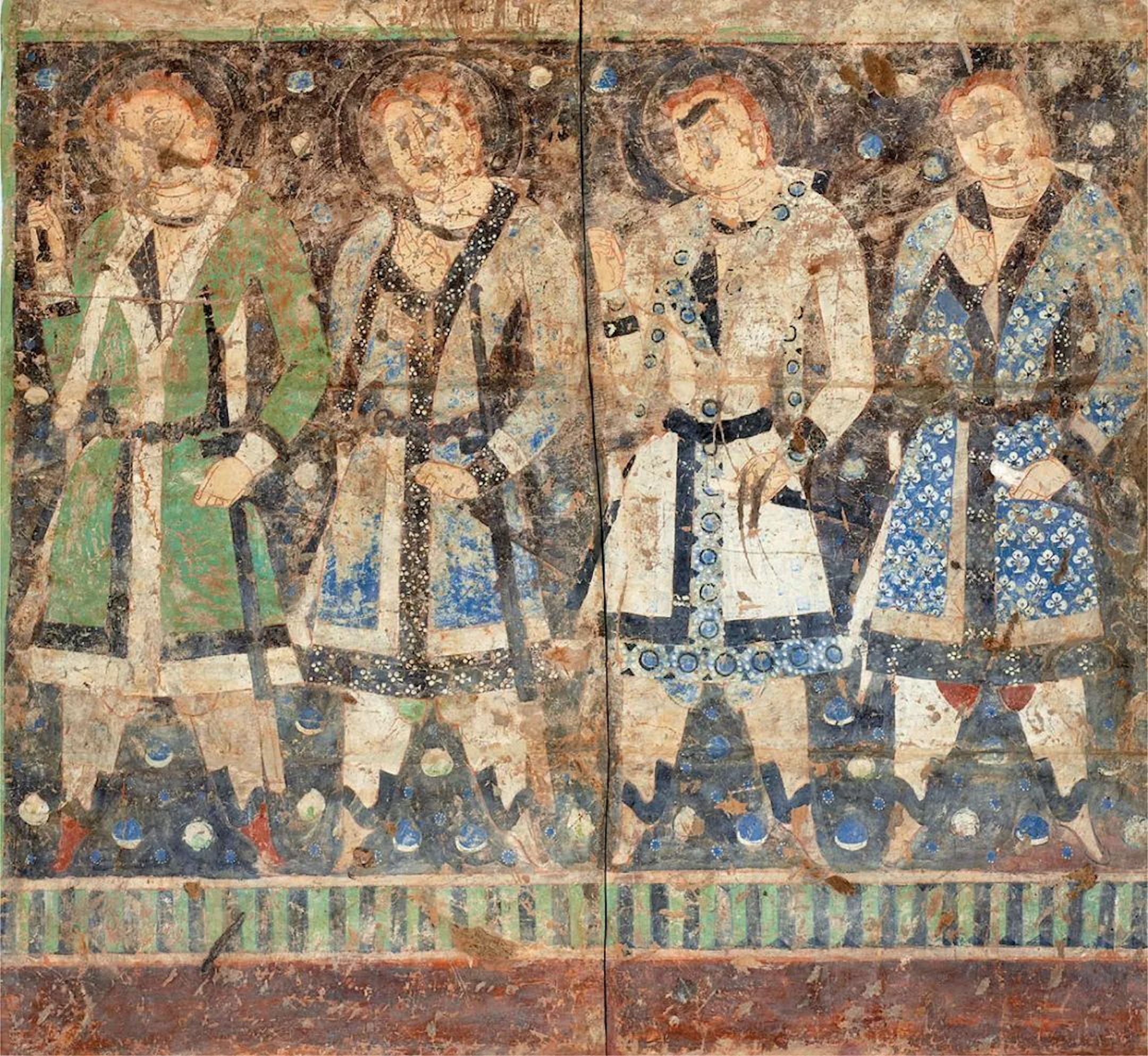
Cavalieri tocari nella Grotta 16 di Kizil (600 ca.)

Nel 618, il re di Kucha Suvarnapushpa inviò un’ambasceria alla corte della dinastia Tang, riconoscendo ufficialmente lo status di vassallaggio.
Nel 630, il monaco buddhista cinese Xuanzang visitò le città del bacino del Tarim durante il suo pellegrinaggio in India. Nella sua opera Viaggio in Occidente dal Grande Tang descrisse in dettaglio le caratteristiche di Kucha (屈支国):

1) «Lo stile di scrittura è indiano, con alcune differenze».

2) «Vestono abiti ornati di seta e ricami. Si tagliano i capelli e indossano una veste fluente (sul capo)».

3) «Il re appartiene alla razza kucheana».

4) «In questo paese vi sono circa cento monasteri (saṅghārāma) con oltre cinquemila discepoli. Essi appartengono al Piccolo Veicolo della scuola dei Sarvāstivāda (Shwo-yih-tsai-yu-po). La loro dottrina (gli insegnamenti dei Sūtra) e le regole di disciplina (Vinaya) sono simili a quelle indiane, e i testi utilizzati sono gli stessi (originali)».

5) «Circa 40 li a nord della città, nel deserto, si trovano due monasteri vicini sul pendio di una montagna».

### Conquista Tang e conseguenze
Nel VII secolo, l’imperatore Taizong della dinastia Tang, dopo aver sconfitto i Turchi orientali, rivolse le sue armate verso occidente, contro i Turchi occidentali e gli stati-oasi del bacino del Tarim. Il primo centro a cadere fu Turfan, conquistato nel 630 e annesso direttamente all’Impero cinese.

La campagna contro le città-oasi dell’imperatore Taizong

A ovest si trovava la città di Agni, che era vassalla dei Tang dal 632. Tuttavia, intimorita dalla presenza dell’esercito cinese nella regione, Agni cessò l’invio di tributi e si alleò con i Turchi occidentali, sostenuta da Kucha, che adottò la stessa linea. La reazione cinese fu rapida: Agni fu conquistata nel 644, con la sconfitta di una forza di soccorso turca, mentre il re di Kucha, Suvarnadeva (cinese: 蘇伐疊 Sufadie), fu costretto a riprendere l’invio dei tributi.
Nel 648, Haripushpa (cinese: 訶黎布失畢 Helibushibi) usurpò il trono di Kucha. I Tang reagirono inviando un esercito al comando del generale turco Ashina She’er, che installò sul trono un parente minore di Haripushpa, favorevole alla Cina. Ashina She’er conquistò Kucha e ne fece la sede del Protettorato generale per la Pacificazione dell’Ovest (Anxi Duhufu). Tuttavia, le forze kucheane riuscirono temporaneamente a riconquistare la città, uccidendo il protettore generale Guo Xiaoke.
Ashina She’er tornò con un nuovo esercito, riconquistò la città e ordinò l’esecuzione di 11.000 abitanti in rappresaglia. In altre città, «distrusse cinque grandi centri e con essi innumerevoli uomini e donne [...] i territori dell’Ovest furono colti dal terrore». Le città tocarie non si ripresero mai completamente dalla brutale conquista Tang.
I Tang persero il controllo del bacino del Tarim a favore dell’Impero tibetano nel 670, ma lo riconquistarono nel 692, mantenendolo fino a una nuova perdita nel 792. L’ultima menzione della famiglia reale Bai di Kucha nei testi cinesi risale al 787. Le fonti cinesi diventano scarse per la regione nei secoli IX e X.
Nell’803, il Khaganato degli Uiguri prese il controllo del Tarim settentrionale. Dopo il saccheggio della loro capitale in Mongolia da parte dei Kirghisi dell’Enisej nell’840, gli Uiguri fondarono un nuovo stato: il Regno di Qocho, con capitale a Gaochang (vicino a Turfan), nell’866.
Nei secoli successivi, il contatto e il mescolamento tra i governanti uiguri nomadi e i sudditi tocari agricoltori produssero una profonda fusione culturale e genetica. Gli Uiguri moderni derivano proprio da questa mescolanza tra i Tocari e gli Uiguri dell’Orchon dell’VIII secolo. Molti Uiguri si convertirono al Buddhismo tocario o al Cristianesimo nestoriano, adottando lo stile di vita agricolo e numerose usanze degli abitanti delle oasi. La lingua tocaria scomparve gradualmente, sostituita dallo uiguro antico, parlato dalla popolazione urbana.

### Epigrafia
La maggior parte dei testi noti dei Tocari è di carattere religioso, ad eccezione di un noto poema d’amore in tocario B (manoscritto B-496, rinvenuto a Kizil):
| Traduzione (italiano) | Traslitterazione | Iscrizione (alfabeto tocario) |
| --- | --- | ----------------------------- |
| «I. ... per mille anni, tuttavia, tu racconterai questa storia [...] Io lo proclamo: Fino ad ora, nessun essere umano mi è stato più caro di te; e così sarà: nessuno mi sarà più caro in futuro. Amore per te, affetto per te – respiro di tutta la vita – e non finiranno, finché la vita stessa durerà. III. Così ho sempre pensato: “Vivrò bene, per tutta la vita, con un solo amore – senza costrizione, senza inganno.” Solo il dio Karma conobbe questo mio pensiero; e così, suscitò discordia; strappò il mio cuore da te; ti condusse lontano, ci separò, mi diede in cambio il dolore – e portò via il conforto che tu eri. [...] la mia vita, lo spirito e il cuore, giorno dopo giorno [...]» | «II. [...] Yaltse pikwala [...] watäṃ weṃt no Mā ñi cisa noṣ śomo ñem wnolme lāre tāka mā ra postaṃ cisa lāre mäsketär-ñ. Ciṣṣe laraumñe ciṣṣe ārtañye pelke kalttarr śolämpa ṣṣe mā te stālle śol-wärñai. III. Taiysu pälskanoym sanai ṣaryompa śāyau karttse-śaulu-wärñai snai tserekwa snai nāte. Yāmor-ñīkte ṣe cau ñi palskāne śarsa tusa ysaly ersate ciṣy araś ñi sälkāte, Wāya ci lauke tsyāra ñiś wetke klyautka-ñ pāke po läklentas ciṣe tsārwo, sampāte. [...] Śaul palsk araśñi, kom kom» |                               |

## Genetica

Autosomi dei Tocari. Cacciatori-raccoglitori dell’Est europeo, Cacciatori-raccoglitori caucasici/Agricoltori neolitici iraniani, Agricoltori neolitici dell’Anatolia, Cacciatori-raccoglitori dell’Asia orientale, Agricoltori neolitici della regione del Fiume Giallo e Antichi ancestrali dell’India meridionale

### Aplogruppi
Secondo studi genetici, i Tocari possedevano gli aplogruppi R1b e C2a.

## Sovrani noti
I nomi dei sovrani di Kucha sono noti soprattutto a partire da fonti cinesi.
- Hong (洪, 弘), 16 ca.
- Chengde (丞德), 36 ca.
- Zeluo (则罗), 46 ca.
- Shen Du (身毒), 50 ca.
- Bin (宾), 72 ca.
- Jian (建), 73 ca.
- Youliduo (尤利多), 76 ca.
- Bai Ba (白霸), 91 ca.
- Bai Ying (白英), 110-127 ca.
- Bai Shan (白山), 280 ca.
- Long Hui (龙会), 326 ca.
- Bai Chun (白纯), 383 ca.
- Bai Zhen (白震), 383 ca.

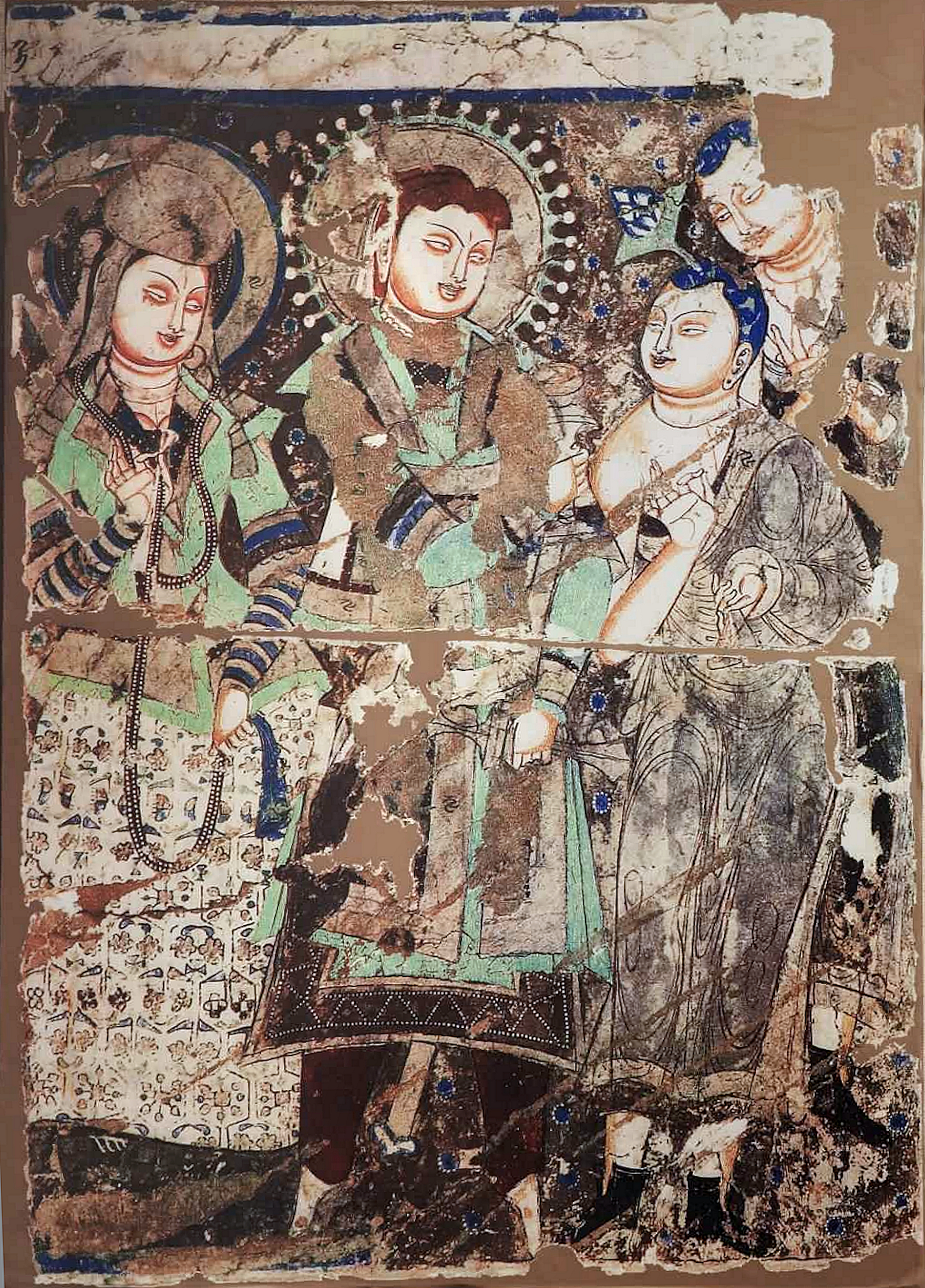
Il principe Tottika (Grotta 205 di Kizil)

- Niruimo Zhunasheng (尼瑞摩珠那胜), 520 ca.
- Tottika (托提卡), fine del VI secolo
- Bai Sunidie (白苏尼咥), 562 ca.
- Suvarnapuspa (白苏伐勃𫘝), 600-625
- Suvarnadeva (白蘇伐疊), prima del 647
- Haripushpa (白訶黎布失畢), dopo il 647 Bai Helibushibi
- Bai Yehu (白叶护), 648
- Bai Helibushibi (白诃黎布失毕), 650
- Bai Suji (白素稽), 659
- Yan Tiandie (延田跌), 678
- Bai Mobi (白莫苾), 708
- Bai Xiaojie (白孝节), 719
- Bai Huan (白环), 731-789, ultimo sovrano menzionato dalle fonti cinesi[125]

### Approfondimenti
- Philip Baldi, An Introduction to the Indo-European Languages, Carbondale, Southern Illinois University Press, 1983.
- Elizabeth Wayland Barber, The Mummies of Ürümchi, Londra, Pan Books, 1999.
- Robert Beekes, Comparative Indo-European Linguistics: An Introduction, Filadelfia, John Benjamins, 1995.
- Brian E. Hemphill e J. P. Mallory, Horse-mounted invaders from the Russo-Kazakh steppe or agricultural colonists from Western Central Asia? A craniometric investigation of the Bronze Age settlement of Xinjiang, in American Journal of Physical Anthropology, vol. 125, 2004,  pp. 199 e seguenti.
- George S. Lane, On the Interrelationship of the Tocharian Dialects, in Henrik Birnbaum e Jaan Puhvel (a cura di), Ancient Indo-European Dialects, Berkeley, University of California Press, 1966.
- Victor H. Mair, Shuheng Zhang, Douglas Q. Adams, Václav Blažek, Alexandra Comsa, Harald Haarmann, Brian D. Joseph, Melanie Malzahn, Adrian Poruciuc, Don Ringe e Peter S. Wells, Tocharica et archeologica: A Festschrift in Honor of J. P. Mallory, Washington, The Institute for the Study of Man, Inc., 2024, ISBN 978-0-9983669-6-8.
- Chao Ning, Chuan-Chao Wang, Shizhu Gao, Y. Yang e Yinqiu Cui, Ancient Genomes Reveal Yamnaya-Related Ancestry and a Potential Source of Indo-European Speakers in Iron Age Tianshan, in Current Biology, vol. 29, 2019,  pp. 2526–2532.e4..
- Mariko Namba Walter, Tocharian Buddhism in Kucha: Buddhism of Indo-European Centum Speakers in Chinese Turkestan before the 10th Century C.E. (PDF), in Sino-Platonic Papers, vol. 85, 1998.
- Wenkan Xu, The Discovery of the Xinjiang Mummies and Studies of the Origin of the Tocharians, in The Journal of Indo-European Studies, vol. 23, n. 3-4, 1995,  pp. 357–369.
- Wenkan Xu, The Tokharians and Buddhism [collegamento interrotto], in Studies in Central and East Asian Religions, vol. 9, 1996,  pp. 1–17.